# Municipio de La Libertad (kommun i Guatemala, Departamento de Huehuetenango)
Municipio de La Libertad är en kommun i Guatemala.   Den ligger i departementet Departamento de Huehuetenango, i den västra delen av landet, 180 km nordväst om huvudstaden Guatemala City.